# Symfonie nr. 10 (Aho)
Kalevi Aho voltooide zijn Symfonie nr. 10 in 1996.
De Finse componist was destijds zeer betrokken bij het Symfonieorkest van Lahti. Hij was al dan niet de huiscomponist van het orkest, maar was er min of meer verantwoordelijk voor dat het orkest een hogere status kreeg binnen het Finse muziekleven. Tijdens een concert van dat orkest hoorde Aho een uitvoering van de Symfonie nr. 39 van Wolfgang Amadeus Mozart en nam een motief daar uit, een melodielijn in de violen,  als uitgangspunt van zijn tiende symfonie.  Een tweede inspiratiebron voor hem was het orkest zelf, dan wel als groep, dan wel als een verzameling solisten. Veelal kende hij die instrumentalisten persoonlijk en kon dus ook een persoonlijke “noot” toevoegen.
De symfonie borduurt verder op eerdere symfonieën, maar ook op Syvien vesien juhla een onstuimige fantasie voor orkest. Net als de fantasie kent deze symfonie geen rustpunten. De stemmen in het orkest golven heen en weer en gaan qua timbre van licht naar donker en terug. 
De symfonie bestaat uit de klassieke vier delen:
- Allegro
- Prestissimo
- Adagio
- Vivacissimo

De totstandkoming van het werk kwam na een opdracht vanuit het genoemde orkest, maar ook uit Suomen Mielenterveysseura (Finse variant van de GGZ). Osmo Vänskä leidde het orkest uit Lahti tijdens de première op 6 februari 1997. 
Aho schreef het werk voor:
- 3 dwarsfluiten, 3 hobo’s, 3 klarinetten, 3 fagotten, 1 altsaxofoon
- 4 hoorns, 3 trompetten, 3 trombones, 1 tuba, 1 baritonhoorn
- pauken, 2 man/vrouw percussie, 1 harp
- violen, altviolen, celli, contrabassen

Nr. 1 · Nr. 2 · Nr. 3 · Nr. 4 · Nr. 5 · Nr. 6 (1979-1980) · Nr. 7 Insectensymfonie · Nr. 8 · Nr. 9 · Nr. 10 · Nr. 11 · Nr. 12 Luostosymfonie · Nr. 13 · Nr. 14 Rituelen · Nr. 15
Alles Vergängliche (Orgelsymfonie)